# Pellacalyx pustulatus
Pellacalyx pustulatus är en tvåhjärtbladig växtart som beskrevs av Merrill. Pellacalyx pustulatus ingår i släktet Pellacalyx, och familjen Rhizophoraceae. Inga underarter finns listade i Catalogue of Life.